# Ortalis erythroptera
La chachalaca cabecirrufa (Ortalis erythroptera), llamada también guacharaca colorada, es una especie de ave galliforme de la familia Cracidae.

## Descripción
Mide entre 56 y 66 cm de largo. Su pico, cara y patas son de color gris, mientras que el resto de la cabeza y el cuello son rojizos, y la nuca, las alas y las partes dorsales de color castaño. También las plumas de vuelo son rojizas. El vientre es leonado pálido, y la cola es bronceada, con plumas externas de color castaño.

## Comportamiento
Es un ave frugívora y herbívora que se alimenta de hojas, bananos y semillas de café maduro, aunque también se le ha visto en plantaciones de maíz. Vive en grupos de entre 2 y 7 individuos.
Esta ave es monógama, y se reproduce entre los meses de diciembre y mayo. La puesta es de 3 huevos, y el período de incubación es de entre 26 y 28 días.

## Hábitat
Vive en los bosques húmedos, en las tierras bajas, por debajo de los 1390 m s. n. m.. Habita en el oeste de Ecuador, el extremo noroeste de Perú y el extremo sudoeste de Colombia. Se encuentra amenazada por la pérdida de su hábitat.